# Гори Секкі

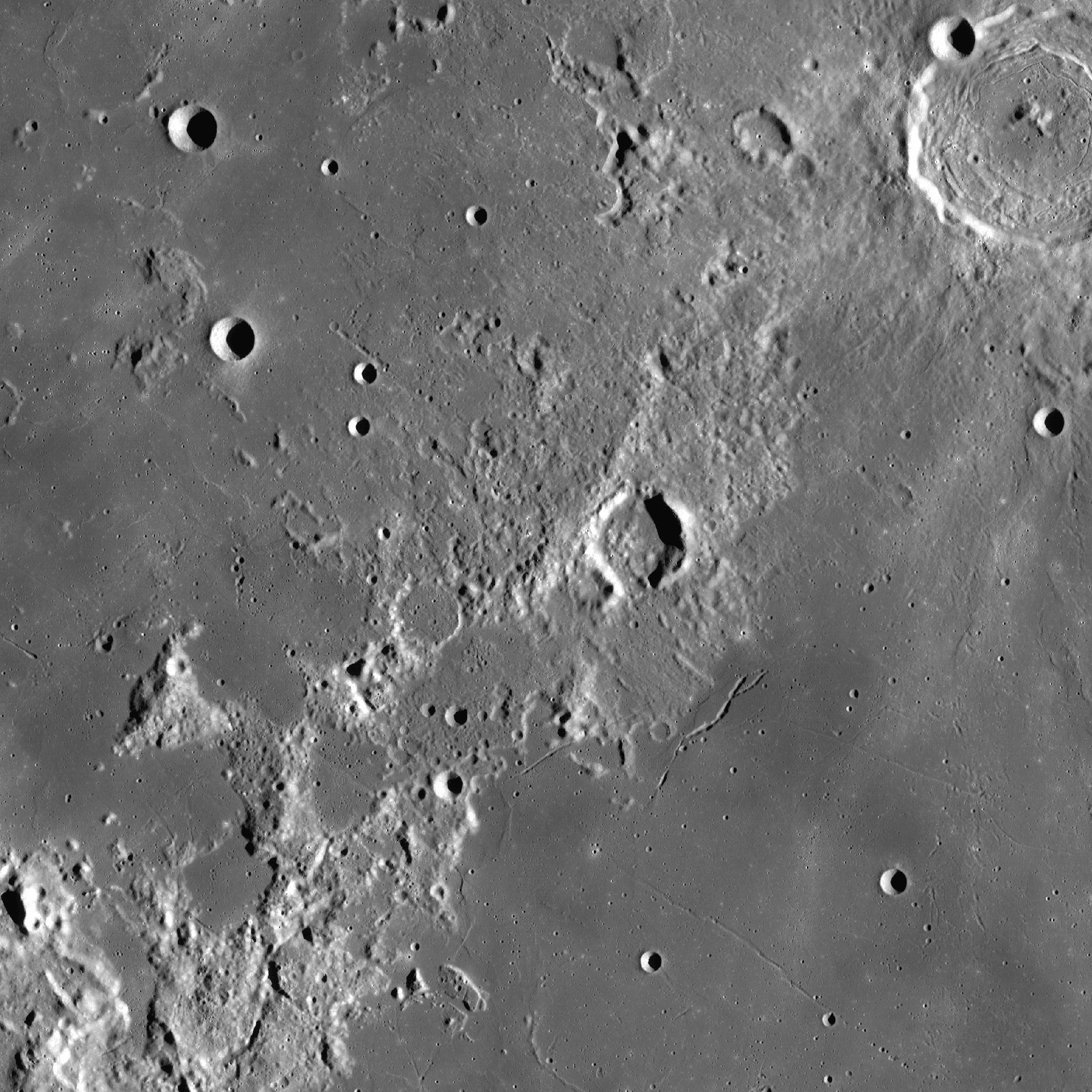
Гори Секкі. Ліворуч угорі — Море Спокою, праворуч унизу — Море Достатку, біля центру — кратер Секкі, праворуч угорі — кратер Тарунцій. Ширина зображення — 250 км.

Гори Секкі (лат. Montes Secchi) — гірська система на Місяці. Це невелике узвишшя без чітких меж, що тягнеться на кілька десятків кілометрів між Морем Спокою та Морем Достатку. Координати центру — 2°43′ пн. ш. 43°10′ сх. д. / 2.72° пн. ш. 43.17° сх. д., висота відносно сусідніх морських ділянок — біля кілометра. Отримали ім'я від кратера Секкі, що лежить поблизу їх центру. Він, у свою чергу, названий на честь італійського астронома 19 століття Анджело П'єтро Секкі. Назва цих гір була затверджена Міжнародним астрономічним союзом 1976 року.
Біля північно-східного кінця гір Секкі знаходиться 57-кілометровий кратер Тарунцій. Дещо південніше цих гір Море Достатку перетинають борозни Секкі (лат. Rimae Secchi).

## Неофіційні назви
Астронавти «Аполлона-10», завданням яких була генеральна репетиція висадки на Місяць «Аполлона-11», для зручності орієнтування та спілкування з центром управління польотом дали деяким деталям поверхні в районі курсу на заплановане місце посадки в Морі Спокою неофіційні назви. Зокрема, такі назви отримали гори Секкі та деякі суміжні об'єкти. Самим горам астронавти дали ім'я «хребет Аполлона» (Apollo Ridge), а борознам Секкі — «борозни Аполлона». Пік Секкі-Тета астронавт Джимом Ловелл назвав горою Мерилін на честь своєї дружини. Темний кратер Лаббок S отримав назву «Копчений басейн», а долина поблизу кратера Лаббок P — «Копчена долина». Кратер Секкі X було названо «Втрачений кратер». Різноманітні імена отримали й деякі інші об'єкти в цій області.

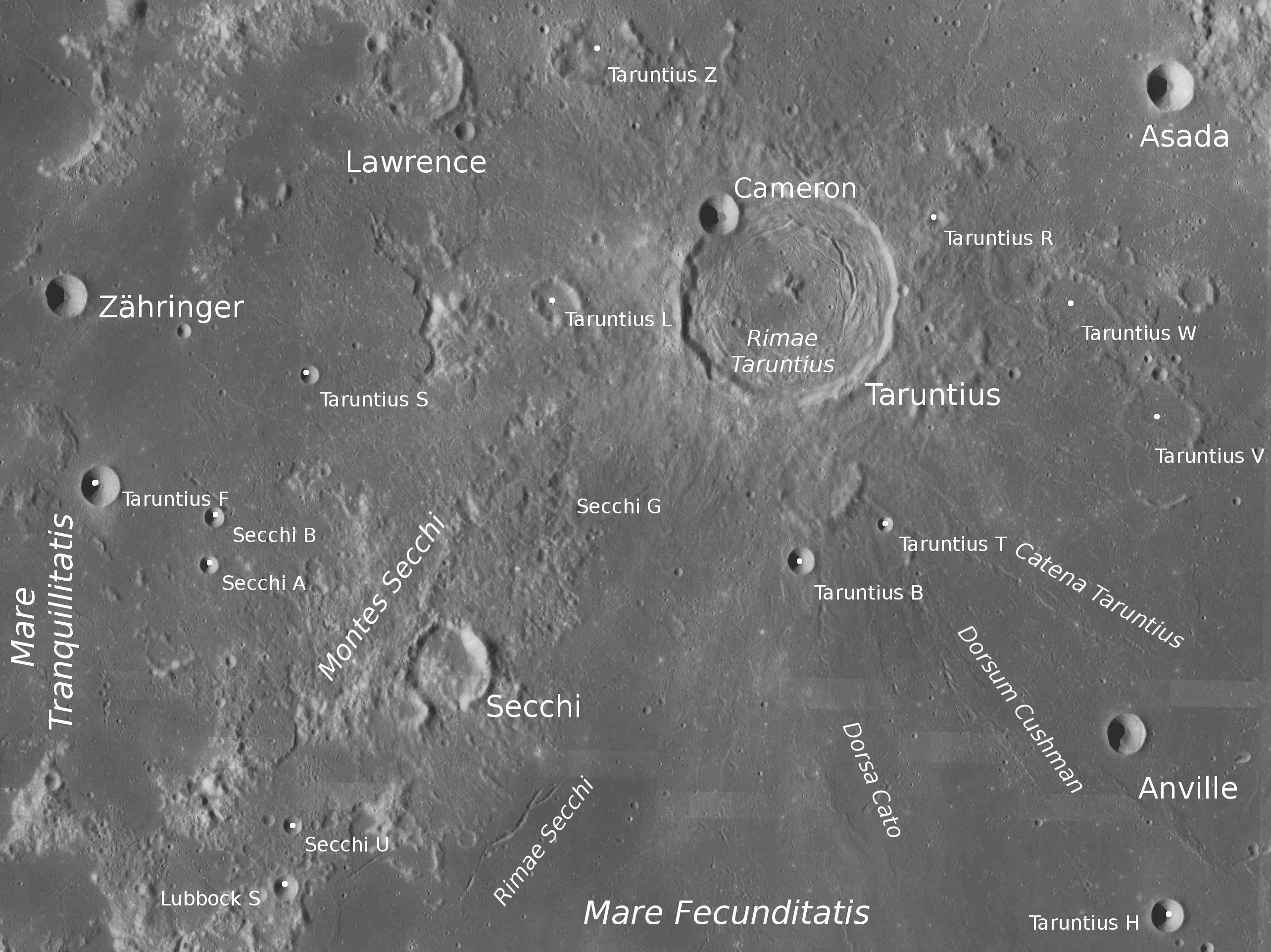
Карта околиць. Гори Секкі — у лівій частині.
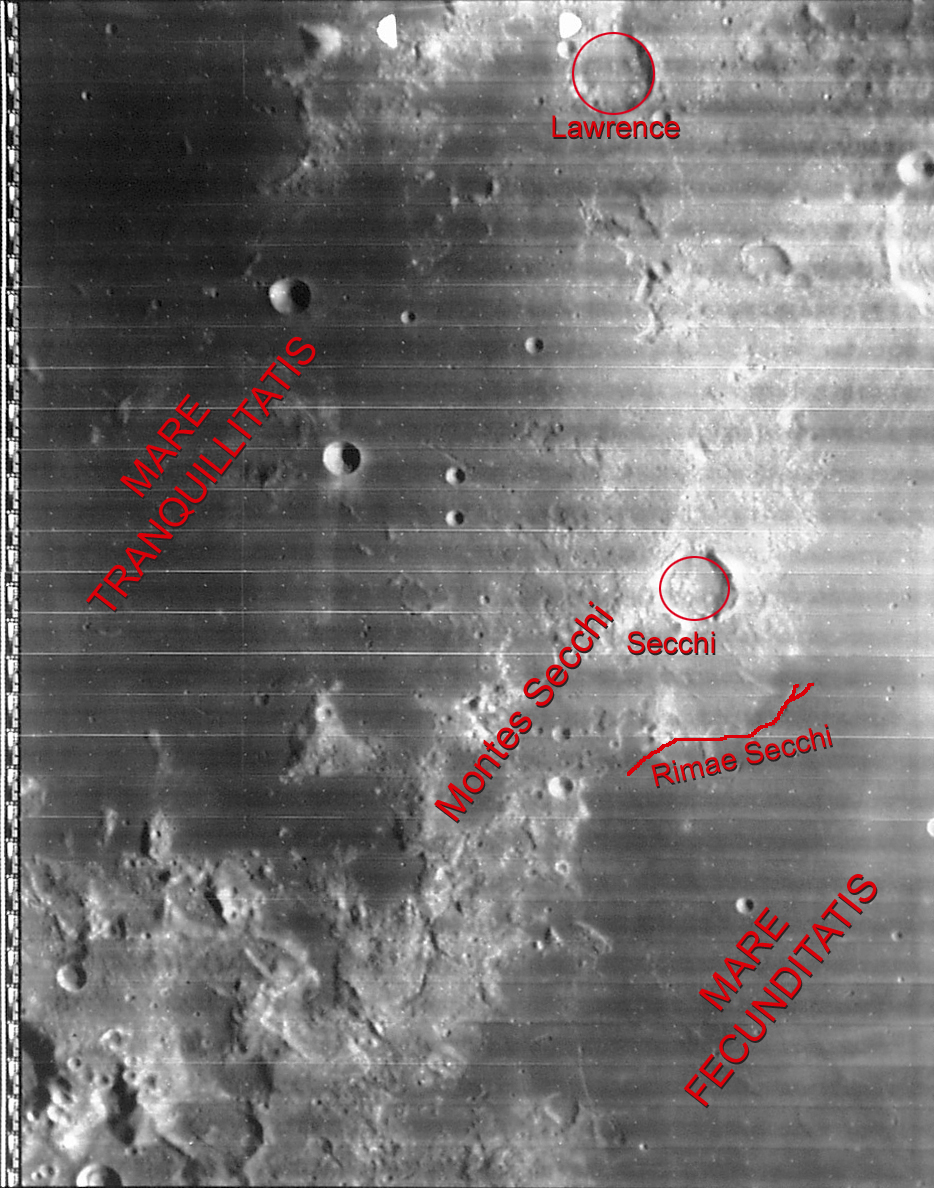
Мозаїка знімків апарата Lunar Orbiter 4